# Premi Barcanova de literatura infantil i juvenil
El Premi Barcanova és un premi literari de novel·la en català per a un públic infantil o juvenil (ambdues categories). L'organitza l'editorial Barcanova (pertanyent al grup Anaya). Tradicionalment es decidia al setembre, fins a l'edició del 2007, en què va incloure novetats en les bases i va passar a donar-se al desembre. A partir del 2014 es va passar de la modalitat d'un guanyador i un finalista a, un guanyador en literatura infantil i un guanyador en literatura juvenil.

## Guanyadors
Els últims guanyadors han sigut:
- 2002, Xavier Bertran, El soldat que parlava amb els cruecs.

2n premi: Teresa Broseta, Operació Tarrubi.
- 2003, Antoni Oliver Ensenyat, Al-Rhazes, el mestre de la talaia.

2n premi: Dolors Garcia i Cornellà, Contes d'estar per casa.
- 2004, Jordi Folck, El manuscrit de les bèsties.

2n premi: Enric Lluch, De: Satanasset a Aletes-de-vellut.
- 2005, Maria Carme Roca, Akanuu, l'arquer persa.

2n premi: Joan de Déu Prats, Nàufrag.
- 2006, Eulàlia Canal, Un petó de mandarina.

2n premi: Santi Baró, Nit de sang.
- 2007, Gemma Pasqual Escrivà, Llàgrimes de Bagdad.

2n premi: Carles Sala i Vila, Flairosa, la bruixa dels sabons.
- 2008, Josep Sampere, El pou darrere la porta.

2n premi: Dolors Garcia i Cornellà, L'Oleguer i el clan de les llunes grises.
- 2009, Carles Sala i Vila, Tramuntana a la granja.

Finalista: M. Àngels Juanmiquel, El dia del voltor.
- 2010, Santi Baró, La lluna de gel.

Finalista: Maria Espluga Solé, Antònia Purpurina.
- 2011, Jordi Sierra i Fabra, L'estrany.

Finalista: Francesc Gisbert, De rondalla.
- 2012, Maria Mercè Roca, Mil revolts.[3]

Finalista: Miquel Pujadó, La Serpentina a l'antiga família.
- 2013, Margarida Aritzeta, El vol de la papallona.[4]

Finalista: Jordi Folck, Ningú.
- 2014, Juvenil: Dolors Garcia i Cornellà, Diumenge al matí, al peu del salze.[5]

Infantil: Rubén Montañá i Ros, La botiga de mascotes extraordinàries.
- 2015, Juvenil: Aina Sastre, Quan arriba el moment.[6]

Infantil: Joan Bustos i Prados, Fina Ensurts.
- 2016, Juvenil: Maria Carme Roca i Costa, Selfies al cementiri.[7]

Infantil: Jaume Cela i Ollé, El meu pare és una pissarra.